# Pterolophia quadrinodosa
Pterolophia quadrinodosa är en skalbaggsart som beskrevs av Stefan von Breuning och De Jong 1941. Pterolophia quadrinodosa ingår i släktet Pterolophia och familjen långhorningar. Inga underarter finns listade i Catalogue of Life.